# Trans-X
Trans-X é uma banda canadense, famosa na década de 80 por seu hit "Living On Video".
Criada por Pascal Languirand em 1981, ano em que sua primeira composição "Living on Video" foi apresentada. No ano seguinte a banda apresenta uma nova composição intitulada "Message On The Radio", porém não obteve grande sucesso e em 1985 Pascal decidiu aposentar o Trans-X depois de lançar "3-D Dance", esta música fez sucesso somente no Canadá.
Pascal Languirand interrompeu sua carreira durante nove anos e logo que retornou seguiu carreira solo e trocando seu estilo de  Eletrônico para New Age. Em 2008 retornou com o Trans-X e fez um remake de seu sucesso "Living On Video" que apresentou uma combinação de New Wave com Música Eletrônica e arrojados vocais.

## Singles
- Living On Video (1981)
- Message On The Radio (1982)
- Living On Video (1983) - UK #9 - remix
- 3-D Dance (1983)
- Vivre Sur Vidéo (1983)
- Ich Liebe Dich (I Love You) (1986)
- Monkey Dance (1986)
- Maria (1988)
- Funkytown / Living On Video (1991)
- Video Killed The Radio Star / Living On Video (1991)
- A New Life On Video (1995)
- To Be... Or Not To Be (1995)
- Living On Video 2K6 (2006)

## Álbuns
- Living on Video (1983)
- Living On Video - New Edition (1986)
- On My Own (1988)
- The Drag-Matic Album (2003)